# MIU404の登場人物
MIU404の登場人物では、日本のテレビドラマ『MIU404』の登場人物を一覧で解説する。

## 凡例
- 〈〉内は設定年齢（原則として初登場時）。『「MIU404」公式メモリアルブック』で生年月日の出典があるものについては、物語の開始時である2019年4月時点の年齢を計算して記述する。
- 人物名について二次資料で確認のできないものは、『MIU404 シナリオブック』での表記を基本とする。
- 【***】は機動捜査隊（略称：機捜）におけるコールサイン（機捜***）および乗務パトカー（***号車）。
- ◆は『アンナチュラル』からのゲスト。
- 全話に登場しないレギュラーキャストは、演者名前横に登場回を記載する。複数回登場のゲストは、演者名前横に2回目以降の登場回を記載する。

## 警視庁刑事部機動捜査隊
本作品には主に警視庁刑事部の機動捜査隊のうち第4機動捜査隊（架空の部署）・第1機動捜査隊が登場する。

### 主人公
伊吹 藍（）〈34〉【404】
演 - 綾野剛（少年時：安藤稜浩）
主人公の一人。第4機動捜査隊・隊員。階級は巡査部長。
1984年5月20日生まれ、茨城県出身。俊足で、車両が横転したり、ビルの2階程度の高さから助走をつけて飛び降りたりするほどの衝撃を受けた直後でも全力疾走できる身体能力を持つが、考える前に身体が動いてしまう性質で、志摩曰く「野性のバカ」。しばしば他人を評して「〇〇魔人」と渾名を付ける。
これまで多くの部署を転々とした挙句、赴任前は奥多摩の交番に8年近く勤務していた。関わった警察関係者が皆「足が速い」こと以外に多くを語りたがらないほど評判は悪く、実際に犯人確保の際に過剰な暴力を振るったり、拳銃を発砲しようとした経験がある。煽り運転を仕掛けたドライバーと道端で口論になる、警察に関するデマを発信するRECのビデオカメラを強引に奪い取る、失踪した羽野麦の居場所を知っている澤部を捕まえるやいなや殴り飛ばすなど短気な一面もあるが、第4機捜では志摩と次第に相棒としての絆を築き、私的場面を含めて4機捜チームの一員として受け入れられてゆく。初の機捜勤務ながら「誰かが最悪の事態になる前に止められる超いい仕事」と感じている。
密行時はパーカーにスウェットパンツとランニング用スニーカー、度の入っていない薄い色のサングラスが基本。自室には大量の服とスニーカーが整然と並べられている。
4機捜配属当初は、聞き込みの際にメモや音声記録を取る、分駐所出入りの際に鍵をかけるといった「刑事の基本」ができておらず、折々に志摩に注意されている。また志摩によれば「動体視力・聴覚・嗅覚に優れている分人より多くの情報が脳に入るが、思考力と語彙力が足りない」ため、得た情報をうまく言語化して論理だてて説明できず、結果としてすべてを「なんとなく」「勘」で済ませるが、第6話では証拠を積み重ねて真実に至るまでになる。対象に対する思いが高じて、その能力で正しい答えに辿り着いていながら、感情が蓋をして判断を誤ることがある。
貧しい育ちで周囲に信じてもらえず、やさぐれて何度も補導されていたころ、当時刑事であった蒲郡に出会い、その誠実な対応に心を動かされて警察官を志す。
物語上で出会う複数の女性に対し、心を動かされると「きゅるっとする」など独特の表現で感動をあらわにし、それが人間的な好意か恋愛感情かにかかわらずすぐに相手に伝えてしまう。このため志摩からはセクハラにならないよう注意を受ける。なお脚本の野木によれば「きゅるっとした」は、かわいらしい子が好きだが顔のことだけを表しているのではないという意味の込められた伊吹らしい表現で、安易にルッキズムを助長せず女性を形容する言葉として考えられた。羽野麦に対しては、エトリに追われる彼女を守るためもあり、記憶障害のある蒲郡を交えての同居を提案するが、第8話での事情により叶わなかった。
志摩 一未（）〈34〉【404】
演 - 星野源
主人公の一人。第4機動捜査隊・隊員。階級は巡査部長。
1984年7月8日生まれ、東京都出身。以前は捜査一課に籍を置いていた優秀な刑事だが、後述の元相棒刑事・香坂をめぐる事情から異動。運転免許試験場を経て所轄にいたところを、4機捜設立検討時には桔梗専属の運転手に使われ、設立承認とともに隊員となる。
桔梗からは「伊吹に適性が無いなら機捜から外し奥多摩に返す。その判断を志摩に一任する」と伝えられている。桔梗・陣馬からの信頼は厚い。
証拠や証言を地道に積み重ね、抜群の観察眼を持ち、社交力に長け、常に先回り思考で道理を見極めようとする理性派で、他人も自分も信用しない。伊吹からは蒲郡との飲みの席で「疑い魔人」と評され、そのことを聞いた蒲郡からも「優秀な刑事ほど他人を信用しないものだが、自分を信じられないのはゴム底のついていない靴で油の上を走るようなもの。大丈夫なのかそいつは」と言われている。
捜査一課時代は刈谷らに、優秀さゆえに周囲を見下し、他人を出し抜く人間と見られていた。香坂の事件を機に、捜査一課時代の同僚たちには「相棒殺し」の噂を立てられるが、特に反論をせず、抗議する伊吹を止めてすらいる。この事件のトラウマで、香坂の思い出に関わるウイスキーを飲むことができない。さらに、銃を突きつける犯人を前に指で銃口を塞ぐなど挑発的な行為に走って伊吹を心配させ、最終話の悪夢においては、意識のない伊吹を起こすため自らを犠牲にしたりなどの行動をとる。
人が犯罪に至る道を九重に説明する際には、ありあわせの雑貨類で即席のルーブ・ゴールドバーグ・マシン（ピタゴラ装置）を作って説明し、犯罪に走る運命を動かすスイッチは人によって格差があり、事前に察知できるものではないとして自己責任論を批判している。
車をスピンターンさせたり衝突寸前でかわしたりするなど非常に高度な運転技量を持つが、暴走し歩行者に突っ込もうとする逃走車両を止めるために404号車（初代）を廻り込ませて衝突・横転させ、配属初日で廃車にした。車がメロンパン号に替わって以降は、車内に積んだ赤い自転車を追跡に使うことがある。
桔梗には第6話などで彼女の私生活上の困りごとに手を貸し、それをきっかけに彼女の息子・ゆたかとも親しくなる。

### その他の機捜関係者
九重 世人（）〈23〉【401】
演 - 岡田健史
第4機動捜査隊・隊員。階級は警部補。
1995年12月18日生まれ、福岡県出身。警察庁刑事局長の篤人を父親に持ち、自身も警察庁採用のキャリア組。周囲から父の七光り扱いされることに反感を抱いている。とっさの時や、酒に酔った時には博多弁が出る。伊吹や陣馬には「九ちゃん」と呼ばれている。
今どきの若者らしく、思ったことを遠慮なく口に出す。現場経験は無くエリートコースを歩んできたため、配属当初は上から目線になりがちな堅物だったが、4機捜のメンバーと協働するうちに、陣馬を相棒として慕うようになる。
陣馬とは対照的で、高校生に攻撃を受けたり、警察庁主催のゴルフコンペではOBを打つなど、体育会系ではなく頭脳派。SNSやWEB検索を使いこなし、第4話ではつぶったーのタイムラインの形式を指摘する、第5話ではFaceNote投稿の数字に隠されたメッセージを読み解く、第7話では陣馬の息子の鉄とFaceNoteで連絡を取り合うなど、新米ながら4機捜メンバーとして貢献する。
エリートとして育ち犯罪には厳しい考え方を持っていたが、志摩の「スイッチ」をめぐるたとえ話を聞き、第3話での虚偽通報事件で成川を取り逃がしてしまい、その後彼が転落していったことなどを経てその考えを揺さぶられ、第9話ではその成川を救うことに公私混同と言われるほどの情熱を傾ける。
第10話では4機捜の存続が危ぶまれたため、キャリアに傷を付けないようにという父・篤人の配慮で警察庁に異動するよう内示を受け、エリートであることの恩恵と不自由さに改めて葛藤する。最終話では、陣馬の意識回復に立ち会い、危機に陥った伊吹と志摩をメロンパン号を駆り出して迎えに行き、共に久住を逮捕まで追い詰める。
陣馬 耕平（）〈54〉【401】
演 - 橋本じゅん
第4機動捜査隊・隊員。階級は警部補。
1964年（1964年東京オリンピックの年）9月21日生まれ、兵庫県出身。勤続35年の経験豊富なベテランで、桔梗の隊長就任時に1機捜に呼ばれ、4機捜設立時に異動して班長を務める。志摩とは同僚でバディを組んでいた事もあるほか、桔梗とも3機捜でバディを組んでいた。
キャリアやエリートが苦手な昔ながらの叩き上げだが、新人である九重の面倒を見るためにバディを組む。腕っぷしは強いが年齢を感じる場面も増え、九重とは対照的にデジタル関係には疎い。九重になにかと絡もうとしては軽く受け流されていたが、次第に九重の理解と信頼を得て良き相談相手となる。
分駐所ではメンバーにさまざま種類のうどん（通称：機捜うどん）を振る舞っているが、その際、芝浦署の3階にある会議室の窓からうどんの湯切りをしたため総務から苦情が入り、4機捜の分駐所が芝浦署のすぐ裏にあるビルの1階に移される原因を作った。
仕事熱心なあまり家庭内での存在感は薄かったが、九重のサポートを受けて失地回復する。
第10話で地道な地取り捜査の結果ドーナツEP工場を探し当てた際、証拠隠滅のため逃走するトラックにひき逃げされ急性硬膜下血腫により意識不明となるが、十数日間を経て回復する。またこの際には多数の警察関係者がうどんを手土産に見舞いに訪れ、彼の人望の厚さを示している。
桔梗 ゆづる（）〈44〉
演 - 麻生久美子
第1機動捜査隊長 兼 第4機動捜査隊長。階級は警視。
1974年10月4日生まれ、鹿児島県出身。警視庁では数少ない女性幹部で、ノンキャリア出身から捜査一課・警察署長を経て、女性初の機動捜査隊長に就任する。機動捜査隊4部制の立案者で、立案した責任を取る形で1機捜と4機捜との兼任隊長となった。
10年前には捜査一課で志摩と同じ班にいた。2011年には3機捜で陣馬とバディを組み、この二人で2013年に起きた香坂死亡の初動捜査を担当して志摩の苦悩を知っており、機捜隊長となってからも彼の潔白を証明するために捜査資料をまとめていた。
警察という男社会でめげることなく努力してきた自負を強く持っており、根性論や性差別観を嫌い、ずばずばと端的に物を言う。口は悪いが懐は広く、冷静沈着に4機捜を率いる優秀な司令官。一方で女性幹部として不本意ながら警視庁の女性活躍推進PRに利用されることも多く、4機捜立ち上げの記者会見ではネット実況で「美人すぎる隊長」との反響を生んで機捜サイトにアクセス過多によるサーバーエラーを発生させる。のちの第10話ではこの反動もあり、エトリ殺害事件への対応で巻き起こったバッシングに、女性への偏見に満ちた誹謗中傷が上乗せされたネットリンチを受ける。
少年犯罪に対しては、処罰は否定しないが、子供が「教育を受ける機会を損失」した結果起こるもので、そこからこぼれ落ちた者たちをすくうために少年法があり、未来の治安がそれによって決まるとの考えを持っている。
2017年に捜査に関わった違法カジノ事件において首謀者のエトリを取り逃がし、情報提供者であった羽野麦を危険に晒してしまった責任を取り、彼女を自宅に匿っている。
私生活では、飲食店経営者の夫を事故で亡くしたあと妊娠に気付き、一人息子のゆたかを産み育てているシングルマザーである。都下西武蔵野市内にある庭付き一戸建ての住宅にゆたか・羽野麦との3人で生活しているが、第7話終盤から第8話にかけて判明した盗聴器事件のために、一時期官舎での生活を余儀なくされる。
第10話の虚偽爆破テロ事件とその影響を受け、最終話では1機捜・4機捜兼任隊長を引責辞任し、西武蔵野警察署長に異動。
糸巻 貴士（）
演 - 金井勇太（第1話・第2話・第4話・第5話・第7話・第10話・最終話）
第1機動捜査隊・隊員。階級は巡査部長。
桔梗が1機捜内に設立した、SNSのリアルタイム監視ほかWEB分析、防犯カメラの映像解析などを担う「スパイダー班」の班長。
激務な上、帰宅するのが面倒で芝浦署の仮眠室を自宅代わりにしているという噂があるが、私生活では子持ちである。伊吹には「イトマキマキ」と呼ばれている。
谷山（）義信
演 - 坂田聡（第2話・第4話・第7話・第9話 - 最終話）
第1機動捜査隊・副隊長。桔梗の命を受け、各方面への捜査協力依頼などを素早く的確にこなす。

## 警察関係者
我孫子 豆治（）
演 - 生瀬勝久（第1話・第3話・第4話・第7話・第9話・最終話）
警視庁刑事部・刑事部長。階級は警視監。
2017年（平成29年）1月11日に裏カジノを摘発した当時、警視庁組織犯罪対策部（組対）の部長で指揮官だった。しかし、逮捕された裏カジノの経営者は身代わりで、実際のオーナーである「エトリ」を取り逃がしたために麦に不自由を強いることになってしまったことから、桔梗とは犬猿の仲。その桔梗を「警察組織における女性活躍推進」をアピールするため記者会見をさせるなど策士な一面もある。
キャリアの九重を配属することを条件に4機捜の発足を許可する。桔梗をはじめ4機捜メンバーには陰で「マメジ」と呼ばれている。
「組織を守ることが多くの正義を為す道」が信条。
最終話では、桔梗の真摯な要請を受け、既に機捜を離れていた桔梗に指令権を与える。
矢島（）
演 - もろいくや（第1話 - 第4話）
警視庁地域部・通信指令本部の指令台を担当する警察官。階級は警部。
第3話で桔梗や我孫子と昼食を共にした際、いたずら電話事件をはじめ、高齢者の相談など110番通報の2割が緊急性のないものであることに対し「110番を何だと思っているのか」とぼやいていた。その際、我孫子からは「不要不急の相談は#9110にかけるよう案内するように」と指示されている。
本間（）
演 - 土井玲奈（第1話 - 第3話）
通信指令本部の受理台を担当する警察官。第3話で虚偽通報者としてマークされている少女・真木カホリの声に異変を感じ、そのことを上に伝えて彼女の救出に繋げる。
鈴木（）
演 - 笠田康平（第1話 - 第3話）
通信指令本部の受理台を担当する警察官。
刈谷 貴教（）
演 - 酒向芳（第5話・第6話・第8話）
捜査一課刑事。口が悪く、機捜を「小間使い」と呼んで見下している。旧知の志摩には香坂の不審死のこともあり特にきつく当たる。
第8話の変死体事件では未解決の連続猟奇殺人の可能性が浮上したため、初動捜査を担当した404を足代わりに捜査を行う。
その捜査の中で被害者である堀内の解剖を依頼したUDIラボの法医解剖医・中堂系(♦）に、遺体の指の中3本が切断されていることについて、切断された向きが異なり過去の2件の殺人事件との連続性がないと指摘されたことで彼と衝突したことが、UDIラボ所長の神倉によって、UDIラボを訪れた伊吹と志摩に明かされる。
田島 雄介（）
演 - 永岡卓也（第5話・第6話・第8話）
捜査一課刑事。刈谷とコンビを組む。
九重 篤人（）
演 - 矢島健一（第7話・第10話）
警察庁刑事局長。階級は警視監。
九重世人の父。息子の世人を4機捜に配属するよう我孫子に依頼した。その理由のひとつは、自身は警察庁で政策の企画立案や国会答弁の作成など官僚的な仕事ばかりを行っていたために現場を経験できず、自分が機捜に入ってみたかったことに起因する。
世人は「桔梗隊長を監視するため」に配属されたと思い込んでいたが、自身は我孫子に、上述の経験と、彼が二世特有の立場に流され、自分自身の立ち位置を見失わないでほしいという願いから、4機捜に配属させたことを明かしている。

## 桔梗家
羽野 麦（）
演 - 黒川智花（第3話・第4話・第6話 - 最終話）
元幼稚園教諭で、桔梗家の同居人。桔梗親子や伊吹らには、苗字と名前から一文字ずつ取って「ハムちゃん」と呼ばれている。
物語の2年前、生活費の足しにとピアノバーでアルバイトをしていた時期にエトリと知り合い、店側の指示で上得意客扱いされている彼の相手を不本意ながらしているうちに、彼が自ら語った10億円規模の違法カジノ関連犯罪の手口や、女性たちへの加害を知り、自分もそのターゲットになったことと、彼女たちの被害に対する義憤を感じ、エトリを逮捕することを条件に警察に情報提供する。明確な証拠がなく信じてもらえない中、唯一信じてくれた桔梗を通して情報を提供、大規模摘発に繋げたことから警察内では「10億の女神」と呼ばれる。しかし、警察がエトリを取り逃がしたため報復対象として命を狙われることとなり、桔梗の家に匿われ、家事をしたりゆたかの面倒を見たりしている。桔梗親子のことを、理不尽な被害と一緒に戦ってくれる存在として「唯一の家族」と慕っている。
追手を避けるため、外出時は口元を大判のストールで覆っている。
第9話では彼女が「女詐欺師」だという虚偽情報を信じ、賞金目当てで接触してきた成川を通じてエトリに拉致され、井戸の底に落とされるも、伊吹たちに救出されて一命を取り留める。その際、エトリの車のナンバーを機捜メンバーに伝え逮捕につなげた。その後は幼稚園への再就職が決まり、虚偽情報の被害にもひるまず毅然と生きる決意を語る。
桔梗 ゆたか（）
演 - 番家天嵩（第3話・第4話・第6話 - 最終話）
桔梗の一人息子。同居人の麦には「ゆたちゃん」と呼ばれている。志摩と対面した際、男性と接する機会が少ないためか当初は距離をとる素振りを見せたが、すぐになついて、父親になってほしいと口にするほど慕っている。のちには伊吹にもなつく。

## その他
特派員REC（）〈26〉
演 - 渡邊圭祐（第1話・第3話・第5話・第7話 - 最終話）
本名は児島 弓快（）。NowTubeで「ナイトクローラーチャンネル」を運営するナウチューバー。和服をアレンジした服装が特徴。
興味を持ったネタに妄想を交えて動画にしており、その活動を通して第4機動捜査隊のことを知り、深く関わるようになる。
九重曰く「登録者数23人の底辺ナウチューバー」だったが、第5話終盤でコンビニ強盗犯である水森が確保された現場を撮影し、その動画を機に一躍有名ナウチューバーになり、約2か月後には住まいも豪華になって専属スタッフや撮影バイトも抱えている。
成川の逮捕後、メールを介して接触してきた久住に誘導されて、警察組織だけでなく桔梗や麦を貶める虚偽情報を広めてしまい、事情聴取に訪れた志摩と伊吹の説明により、久住への疑念を持つ。真相を知るため志摩たちとともにビデオ通話で久住を釣り出し、自分が騙されていたことを悟るが、あらかじめ久住がメールに仕込んでいたウイルスでPCをクラッキングされており、虚偽の連続爆破テロの情報拡散に利用されてしまう。結果、虚偽情報を流した愉快犯として警察に捕まり本名まで晒される羽目になるが、志摩が証人となったため10日間の勾留で済む。釈放後は志摩の誘いに応じ、SNSを駆使して久住に関する情報を集める。
久住（）
演 - 菅田将暉（第3話・第7話・第9話 - 最終話）
違法ドラッグである「ドーナツEP」の仕掛け人。関西弁を話す20代の青年。本名は不明。
バシリカ高校に出回ったドーナツEPの出処とされる人物。
デジタル技術に精通しており、それを悪用したハッキング・子飼いのインフルエンサーを利用した虚偽情報流布などの扇動の他、「五味」や「浜田」など複数の偽名を使い分けて正体を掴ませず、相手に合わせた嘘の身の上話で他人の心を掴んでは犯罪に引き込む。表向きはフランクで親切な好人物だが、本性は何事も自身の損得で判断し、自分にとって都合が悪くなった人間は容赦なく切り捨てる。志摩にはその在り方を「メフィストフェレス」に例えられている。ドラッグを流通させるが自分では一切使用せず、人々がそれに溺れ破滅してゆく姿を見て楽しんでいる。
虚偽通報事件を起こして逃亡中の成川に接触し、新しいスマホや住処を与えて信用を得ると、RECに接触させて警察に関する嘘の情報を提供させ、RECもろとも恣に操る。エトリに捕まりそうになった成川が助けを求めてきても自分にメリットがないとして全く耳を貸さず、自身の名前の意味を「クズを見捨てるの久住」などとジョークを飛ばして突き放す。その後警察に逮捕されて用済みとなったエトリの乗った警察車両を、C4爆弾を搭載したドローンを用いて爆撃しエトリを殺害する。
成川逮捕後に「浜田」の名義でRECにウイルスを仕込んだメールを送り、404の接触を受けて通話を申し込んできたRECを嵌めて架空の都内12か所同時多発テロの犯人に仕立て上げ、ドーナツEPの出処を突き止めるために敷かれていた検問を解き証拠隠滅に成功する。
志摩が釈放されたRECと協力し違法すれすれの強引な単独捜査を行ったことで、顔を隠すために使っている特殊なクリスタルを仕込んだスマホケースを絞り込まれ、受取先の東京湾マリーナで志摩を盗聴し先回りしていた伊吹に接触を許すも振り払って所有する船に逃走、追ってきた彼を船内に監禁しドラッグで気絶させる。さらに伊吹との電話の音声から場所を割り出してやってきた志摩をも拉致して同様に気絶させ、2人を殺して国外逃亡しようとするが、ひき逃げされ意識不明だった陣馬の意識が戻った、という九重の連絡が入った振動で落下した志摩の携帯の音がきっかけで目覚めた2人が船の位置情報を知らせたことで陸に引き返さざるをえなくなり、警察を掻い潜って友人が貸し切る屋形船に潜伏する。
志摩、伊吹、そして応援に駆け付けた九重によって再度発見され、船内に踏み込んできた伊吹を欺き橋を伝って陸上に上がるも志摩と九重の執拗な追跡を受ける。再び屋形船に飛び乗って伊吹と対峙するが、ここで橋桁に頭部を故意に強打し流血、警察に暴力を振るわれたことにして船内の客に被害を訴える。しかし、薬物によって思考力が著しく低下した船内の客は状況を理解できず、最後は自身が弄んで薬漬けになったはずの者に笑われ、志摩と伊吹に逮捕される。
逮捕後は、身分に関わる物を一切所持しておらず、自分の素性については何一つ明かさず、勾留前に病院で志摩と伊吹に告げた「俺はお前たちの物語にはならない」という言葉を最後に完全黙秘したまま収監される。
成川 岳（）〈17〉 
演 - 鈴鹿央士（第3話・第7話 - 第10話）
「私立バシリカ高等学校」3年の生徒。元陸上部。当時2年だった平成30年の春季大会で個人400mに出場し、51秒09で2位となった実力を持つ。しかし、先輩たちの薬物使用という不祥事で、部としてはたいして強くなかった陸上部が廃部となったことにより、大会に出られなくなってしまう。その腹いせに、元陸上部の仲間を集めて「110番通報しパトカーが来たら逃げて追跡を撒く」というネット上のハイパーゲームを模倣し、本物の警察相手に逃げ切ったら勝ち、という犯罪をゲームとして繰り返していた。2019年5月13日の最後の犯行で九重に追われたが、真木が拉致されたどさくさに紛れて逃亡する。
その後、久住のシェアハウスに匿われ、彼の指示でRECと接触して警察を貶める嘘の情報を提供し、久住に唆されてドーナツEPを服用してしまう。
約5か月の逃亡期間の間にドーナツEPの売人となっており、以前会ったことがある麦が1000万円の賞金首であることを知る。
RECの協力で麦の居場所を突き止め、偶然を装って接触しエトリに彼女を引き渡すも、麦を暴行するエトリの姿を見てしまったために捕まり、久住にも見捨てられ、麦もろとも井戸に落とされてしまう。助けを求め続けた声が聴力に優れた伊吹に届いたことで無事に救助され、今まで自分が背負ってきた罪と苦しみを「全部聞く」と応えてくれた九重に逮捕される。その後は反省してすっかり改心し、九重たちの取り調べを受け、久住と会った経緯などを正直に話す。
蒲郡 慈生（）
演 - 小日向文世（第5話・第8話）
元茨城県警の刑事。定年退職後、市営の外国人支援センターでボランティアに登録し、外国人が孤立せずに生活していくための相談相手になる「バディシステム」の活動をしている。
伊吹が第2話で志摩に話した「たった一人だけ信じてくれた人」であり、伊吹を警察官の道へと導いた当人にして恩人。伊吹には親しみを込めて「ガマさん」と呼ばれている。
第5話にて初登場し、伊吹に「お前は人を信じすぎる」と警告する。
伊吹が第4機捜に異動したころ、ひき逃げ事件で妻の麗子を失う。同時に自身も頭部を打ち、外傷による高次脳機能障害により事故の記憶を失ったと周囲には思われていた。だが実際は事故の記憶も犯人の顔も思い出しており、復讐心を抑えられずひき逃げ犯を殺害。その手口が、過去に蒲郡が担当した事件と特徴的な共通点があったため、志摩が容疑の目を向ける。
第8話で、単身で訪れた伊吹に自らの罪を認め、戸外に待機していた志摩と刈谷ら捜査一課員により、殺害および死体遺棄の容疑で、伊吹の目の前で逮捕される。護送される際、志摩に「お前に出来ることは何もなかった」と伊吹宛の伝言を残し、拘置所に収容された後も、伊吹を含むすべての関係者の面会や差し入れを拒否している。

## 各話ゲスト

### 第1話
西田 ふみこ（）〈83〉
演 - 平野文
千砂の祖母。認知症の傾向がある。「歩きたくない」とぐずる千砂にお菓子を買い与えて待たせ、一人でおもちゃを買いに行ったものの、戻る途中で404号車が追っていた水島の車に驚いて転倒。志摩に助けられるが、買ったおもちゃを紛失してしまい、代わりの品を探しに出た切り消息を絶つ。その後、安本の車の捜索と並行してスパイダー班による防犯カメラ映像チェックが行われた結果、空き家の敷地に迷い込んでいたところを所轄に保護され無事に家族のもとに戻る。
西田 千砂（）
演 - 佐々木みゆ
ふみこの孫。両親が親戚の葬儀に出かけたため、ふみこと二人で買い物に出かけるが、途中で疲れてしまい「歩きたくない」と駄々をこねる。一人でおもちゃ屋へ向かったふみこを待っていたが、戻って来ないため、心配して交番を訪れる。
安本 悟朗（）
演 - 深水元基
あおり運転の常習者。健康食品の通販会社「ナチュルシード」で社用車として登録された白のステーションワゴンを犯行に使用しており、1年間で警察には多くの通報が寄せられていた。あおり返した車は執念深く家まで後をつけて相手の車を破壊したりと、凶悪な行為を行っていた。多数の偽造ナンバープレートを使用して走行していたために特定されずにいたが、伊吹のエンジン音を聞き分ける能力で特定される。
水島に重傷を負わせた犯人。動機は水島にあおられた仕返しであり、水島がカレー店から出てきたところを襲って鍵を奪い、彼の車からドライブレコーダーを盗み、橋から川へ投げ捨てた。
404号車の強引な制止をも振り切り逃走するが、伊吹の足の速さには敵わず、逃げ込んだ倉庫で追い詰められて逮捕される。逮捕後は、会社でハーブと称してマリファナを扱っており自らも使用していた疑いが明らかになっている。
水島 善次郎（）
演 - 加治将樹
あおり運転の常習者。赤のステーションワゴンで404号車をあおり検挙される。しかし伊吹の外見が警察官には見えないことから墨田区北向島交差点で揉め事となり、複数の市民から通報される。その後、13時ごろに立ち寄ったカレー店で食事をした帰りに、近隣路上で頭部を殴打される重傷傷害事件に遭う。
店主
演 - 山上賢治
ふみこがおもちゃを買った店「ラビット」の店主。おもちゃを紛失して再度訪れたふみこに、もう在庫が無いが別の店ならあるかもしれないと、深川通りの「おもちゃキャプテン」を紹介する。

### 第2話
加々見 崇（）〈28〉
演 - 松下洸平
品川区西森で発生した殺人事件の容疑者。田辺夫妻に千枚通しを突き付けて脅し、夫妻の車に同乗して逃走を謀る。8年前にハウスクリーニング会社「ウチクリン」に入社し、遅刻や欠席もなく真面目に勤めていた。
田辺 将司（）
演 - 鶴見辰吾
12年前に高校1年生で自殺した息子の命日に墓参りに行く途中、花屋に立ち寄って花束を買った際、妻とともに加々見による拉致監禁事件の被害者となる。加々見に息子の面影を重ね、逃走を幇助する。
田辺 早苗（）
演 - 池津祥子
田辺の妻。夫の将司とともに加々見の逃走を幇助する。
松村 幸弘（）
演 - 林和義
殺人事件の被害者。「ウチクリン」専務。社員に対してパワハラを行っていた。
仙田 太郎（）
演 - 谷田部俊
殺人事件の第一発見者。「ウチクリン」社員。
岸 拓哉（）
演 - 吉村卓也
「ウチクリン」元社員。加々見とは中学の同級生で、加々見の窮状を知って同社への就職を紹介する。殺人事件の1週間前に松村を殴って解雇されており、インターネットに松村のことを「パワハラ野郎」と書き込んでいた。

### 第3話
毛利 忠治（）◆
演 - 大倉孝二（第9話）
西武蔵野署の刑事。同署管内で発生した虚偽通報事件で4機捜と捜査協力する。その後、虚偽通報事件の顛末を4機捜に報告するとともに、ドーナツEPの元締め・久住に関する情報を提供する。
映画『ラストマイル』にも登場する。
向島 進（）◆
演 - 吉田ウーロン太（第9話）
西武蔵野署の刑事。毛利の部下にして相棒。
亀田（）
演 - 岡崎体育
西武蔵野市内で10件近く発生している強制わいせつ事件の犯人。手口は、帰宅途中の女性をスタンガンで脅し、長時間ネチネチ体を撫で回して逃げるというもの。真木カホリを誘拐する。
勝俣 奏太（）
演 - 前田旺志郎
「私立バシリカ高等学校」3年生徒。元陸上部。成川と並ぶ主犯格。最後の犯行の際、伊吹の追跡から逃走していたが、真木が犯罪に巻き込まれたことを告げられ投降する。
真木 カホリ（）
演 - 山田杏奈
同高校3年生徒。元陸上部のマネージャー。勝俣の交際相手でもある。成川たちのゲームに協力し、警察に虚偽の110番通報を複数回行っていた共犯者。最後のゲームが終わるのを一人で待っていたところ、亀田にスタンガンで襲われ結束バンドで手押し台車に拘束されて誘拐される。
藤下（）校長
演 - 赤間麻里子
同高校校長。陸上部廃部の原因となった部員の犯罪を警察に通報せず内々で処理しており、成川たちの事件で警察の目が学校に向くと、賞状や部員リストなど、陸上部に関する情報を全て破棄して隠蔽を図る。その後、西武蔵野署の捜査で証拠を積まれたため校長を辞任した。
店長
演 - バッファロー吾郎A
成川たちがたむろするコンビニの店長。
竹中 浩平（）
演 - 石内呂依
「私立バシリカ高等学校」2年生徒。元陸上部。成川と勝俣の後輩で共犯者。最後の犯行の際、九重と陣馬に確保された。
佐野 悠貴（）
演 - 川口友雅
同高校2年生徒。元陸上部。成川と勝俣の後輩で共犯者。最後の犯行の際、志摩の追跡から逃走していたが、真木が犯罪に巻き込まれたことを告げられ投降する。

### 第4話
青池 透子（）〈35〉
演 - 美村里江
2019年（令和元年）5月17日11時半ごろ発生した、拳銃による殺人未遂事件の被害者。「PCショップACE」社員。
駆け込んだ付近の薬局で銃創の応急処置をし、大金の入ったキャリーバッグを持って姿を消した。
以前は池袋のクラブのホステスをしており、客の誘いで池袋の裏カジノに通うようになり、金銭感覚が狂って多額の借金を抱えた。借金を返済するため、風俗店と、上場企業の役員や官僚をも客に持つ10億円規模の裏カジノ店で働いていたところ、2017年（平成29年）1月11日に裏カジノ店が摘発され、賭博開帳図利罪・幇助罪で起訴されるも情状酌量されて執行猶予1年の判決を受ける。
執行猶予が明け、ハローワークの紹介でようやく就職、手取り14万円で働いていた「PCショップACE」が暴力団のフロント企業だと気付き、「どうせ汚いお金なら、汚い私が使って何が悪い」と考えて会社の金を少しずつ盗み出し、約1億円にまで溜め込んで逃げ出す。持ち出した金は2粒のルビーに換物し、自作のウサギのあみぐるみの眼にしていた。
逃亡中に追手に撃たれて自分が助からないことを悟り、ルビーの入ったあみぐるみを女子児童慈善団体「ガールズインターナショナル」に寄付し、羽田空港に向かうバスの車内で死亡する。
冴羽 克己（）
演 - 福田転球
中央区仲銀座2丁目悠遊通りにある「PCショップACE」社長。表向きはPCショップだが、暴力団の資金洗浄を行うフロント企業。このショップで契約したSIMカードが数多く犯罪に使われていた。
羽田空港近くの施設内で、伊吹と志摩を拳銃で制圧しようとするが果たせず逮捕される。
間下（）
演 - 関ヒロユキ
暴力団住之江組の構成員。あかね通り裏の路地で青池に向けて発砲した犯人で、羽田空港近くの施設で伊吹と志摩に確保された。
金田（）
演 - 蔵原健
暴力団住之江組の構成員。リムジンバス内で伊吹に向けて発砲し、伊吹と志摩に確保された。
孔雀（）
演 - 長谷川稀世
青池が1点4,980万円のルビーを2点買った「拓榴宝石店」の店主。
店主
演 - ふるごおり雅浩
青池が応急処置を依頼した「ヤマガタ薬局」の店主。多額の現金がキャリーバッグに入れられていたことを証言。
受付員
演 - 小早川俊輔
輸送会社EMD（EXPRESS MAIL DELIVERY）の職員。青池がウサギの編みぐるみをイギリスへ送る際に荷受けをしたことを証言。
林 優子（）
演 - 佐々木史帆
「PCショップACE」店員。11時9分に、青池を探しに二人の男が店に来たこと、青池が多額の現金を持って店を出て行ったことを証言。
小田 美咲（）
演 - 榊原有那
「PCショップACE」店員。青池が多額の現金を持って店を出て行ったことを社長の冴羽に話すも、彼が「通報するな」と言って出て行ったことを証言。
女性
演 - 大山きか
公益財団法人「ガールズインターナショナル」の職員。電話による問い合わせでイギリス本部の住所を教えたことを証言。

### 第5話
水森 祥二朗（）〈27〉
演 - 渡辺大知
マイの通う「日野春日本語学院」の事務員。
起業した人材サービス会社が倒産して負債を抱え、川越の監理団体の職員となるも、そこが業務停止命令で潰れたため、日野春日本語学院事務員となった。
FaceNote上で、同時にコンビニ強盗を行うようにベトナム語で呼びかけ、2019年（令和元年）6月9日3時33分に19人が逮捕された同時多発コンビニ強盗事件で「ニコニコマート石神井店」へ押し入った犯人。同月18日3時ごろにも同店に半ば狂言として強盗に入り、伊吹に追跡され、外国人が日本で生きていくことの厳しい現実を日本語とベトナム語で訴えながら2機捜の警察官に確保される。
チャン・スァン・マイ〈28〉
演 - フォンチー
ベトナムからの留学生。「日野春日本語学院」に欠席せず真面目に通っている。
コンビニ（「ニコニコマート石神井店」）の他に、牛丼屋のホールスタッフ、運送会社で荷物の仕分けと、外国人留学生の就労可能時間を超えてトリプルワークで働いている。
同時多発コンビニ強盗事件で襲われた店舗で唯一、外国人店員として勤務中であり、かつ、バックヤードに3店舗分の売り上げがあると知っていたことと、犯人とベトナム語で話していたこととで共犯者と疑われ、コンビニを解雇されてしまう。
事件後に特定技能1号試験を受け、第8話では沖縄のホテルで働いていることが語られる。
喜多 肇（）
演 - 坂東彌十郎
外国人労働者の送り出し機関から1人あたり30万円の違法なキックバックを貰って業務停止命令を受けた、川越の技能実習生受け入れ監理団体の関係者。水森に1000万円貸していたが、彼が強盗した金で全額返済を受ける。その他にも4つの監理団体があると話すが、水森の逮捕後、2019年（令和元年）6月20日の「毎朝新聞」で、業務停止命令を受けたことが報じられている。
中村（）
演 - 田中聡元
石神井店を含む「ニコニコマート」3店舗の経営者。
牛山（）
演 - 鈴木隆仁
警視庁刑事部・第2機動捜査隊・隊長。
秋本（）
演 - 大村わたる
特派員RECの先輩でテレビ番組制作関係者。RECが動画を売り込むが「視聴率が取れない」として相手にしない。水森の逮捕動画がヒットすると掌を返すが、逆にあしらわれる。
グェン・ヴァン・ナム〈22〉
演 - ブリーズ
マイと同じアパートに住むベトナムからの留学生。「日野春日本語学院」に欠席せず真面目に通っている。
フォン
演 - コイ・グエン（第8話）
蒲郡がバディとしてサポートしているベトナム人留学生。FaceNoteの扇動投稿のベトナム語がネイティブスピーカーのものではないことを指摘する。
第8話にて、故郷に残してきた恋人と結婚するため帰国することが語られる。

### 第6話
香坂 義孝（）〈25〉
演 - 村上虹郎
捜査一課刑事。志摩の捜査一課時代の相棒。死亡時の階級は巡査部長。一人暮らしの母親がいる。
死亡当時はタリウム連続殺人事件容疑者の一人である中山を捜査していたが、中山の聞き込みの際に不用意な発言をしてしまったことを志摩に咎められる。彼女が犯人だと信じ込み、彼女が事件の被害者たちと交際していた証拠をつかもうと、休みの日も単身彼女の自宅周辺に出向くなどして捜査を行っていたが、彼女に誘い込まれ、誤ってタリウムを服用してしまう。使えないやつだと思われ捜査一課に居られなくなることを恐れて志摩にはこのことを黙っていた。結果として功を焦り、中山がタリウムを注文したとする証拠を捏造してしまう。そのことを志摩に追及されると開き直り、仮に自身が違法行為を働いたとしても、中山の部屋からタリウムが出る事実は揺るがず、彼女はこの先何人殺すかわからない、として家宅捜索を実行し逮捕するべきだと主張する。このときの志摩の剣幕や、真犯人が逃走して捜査一課の刑事が全員出払った後も志摩と香坂の2人だけは来なかったことなどから、刈谷は志摩に対する疑念を強めた。
結果的に真犯人は中山ではなく南田だったことで、違法行為に及んだ理由を志摩に問い詰められるとともに、「進退は自分で決めろ」と告げられる。
2013年（平成25年）8月9日の朝、自宅のある雑居ビルの下で遺体となっていたのを、何度電話しても応答しないことを不審に思って様子を見に行った志摩が発見。遺体からは酒の匂いがしており、転落事故とされた。前日に諍いのあった志摩がその死に関わっていると噂され、特に刈谷は志摩を「相棒殺し」と呼ぶほどだった。通報後最初に現着したのは志摩と旧知の仲で当時3機捜にいた陣馬と桔梗であったため、手心が加えられたのではないかという疑いもあった。
伊吹の捜査で判明した事実
香坂は南田が逮捕された当日のうちに退職願を書いており、志摩の好きなスコットランドのウイスキー「グレングリアン」を用意し彼と一緒に飲もうと自宅ビルの屋上で待っていたが、当の志摩は始末書を書いていて結局その場には行かなかったため、香坂は1人でウイスキーのボトルを半分空けてしまっていた。
そのとき、線路を挟んだ向かいのマンション（2機捜管内）で、不審な男が隣の女性の部屋にベランダから侵入する瞬間を目撃。110番通報後、マンションに向かおうとするも、酔っていたために1階と2階の間の踊り場から転落。「頭蓋骨には放射状の亀裂骨折のみで陥没骨折は無く脳挫傷が見られないことから、屋上など高所からの転落ではなく3m程度の低い場所から転落、頭頂部を打撲した急性硬膜下血腫による死亡」との三澄ミコト（◆）による司法解剖報告もあり、手すりからは落下時の指紋も取れ矛盾はなかった。

中山 詩織（）
演 - 北浦愛
輸入雑貨会社「Nation Land」社員。
同僚の南田がタリウム連続殺人事件の犯人と気づき、自身の退屈を満たすために「被害者2人と自身が不倫関係にあった」という嘘の情報を流し、聞き込みに来た志摩と香坂、特に自身が犯人だと信じ込んで逮捕しようと躍起になる香坂を弄んでいた。
千春（）
演 - 垣内彩未
世田谷区の池石マンション6階北側から2つ目の部屋に住む女性。
2013年（平成25年）8月8日深夜2時7分に、ベランダから侵入する不審な男を香坂が目撃し通報した事件の被害者。香坂の110番通報のおかげで犯人が捕まり自身も命拾いしたが、助けてくれた人物の素性が何もわからないことが心残りとなり、自身の妊娠と結婚に伴う引っ越しを前にして通報者の情報を募るメッセージをベランダに出していた。そのことを知った伊吹と志摩の訪問を受けるが、香坂の死は志摩によって伏せられ「志摩の相棒の警察官に助けられた」ことだけを知った。
南田 弓子（）〈28〉
演 - 範田紗々
「Nation Land」社員。タリウム連続殺人事件の犯人。
社内で二人の既婚男性と関係を持ち、いずれとも「妻とは別れると言いながら遊ばれただけだった」という動機で、2件の毒殺事件を起こす。

### 第7話
ジュリ
演 - りょう
トランクルーム「トランクパラダイス」利用者のコスプレイヤー。コスプレイベントに参加する前に同所を訪れていたところ事件に遭遇し、他の利用者らとともに404の事情聴取を受ける。本業は弁護士。名刺には清瀬 十三（きよせ じゅうぞう）と記載されている。トランクルームを訪れた当初は女性キャラクターのコスプレ、伊吹らに弁護士として発言する際には男性用スーツ姿に着替えている。
大熊 邦彦（）〈42〉
演 - 三元雅芸
2009年（平成21年）3月28日に発生した、杉並区の強盗致傷事件の指名手配犯。ケンさんとともに、トランクルームを住居として10年間に及ぶ潜伏生活を送りながら時効を待っていたが、潜伏生活に疲れたケンさんの「たとえ時効を迎えても自由は無い、自首していればとっくに普通に生きられた、俺たちはもう死んでるのと同じだ」という言葉に激昂し、彼を殺害、縊死に偽装して彼の遺体に猫砂をかけて逃走する際にきんぴらの攻撃を受け腕に擦過傷を負う。その後はタクシーを使って逃亡を図るも、指名手配犯として顔を覚えていた陣馬に追われる。途中で「出前太郎」の店員・飛田から自転車とユニフォームを奪うが、それを逆手に取った志摩たちの作戦にかかり、スパイダー班に発見される。逃亡中体を鍛え、トンファーなどの武器も所持していたが、最終的には陣馬・伊吹・志摩との格闘の末に逮捕される。なお、潜伏中に情報を入れていなかったためか、強盗致傷の時効が2004年（平成16年）に10年から15年に改正されていることを知らずにいた。
ケンさん〈43〉
演 - 佐伯新
トランクルームで遺体として発見された男性。実は正体は大熊の共犯者で、指名手配犯の梨本 健（）。トランクルーム生活に慣れており、倉田にも親切に生活のコツを教え慕われていたが、長い逃亡生活に疲れ、大熊に倉田との交流を見とがめられ口論になったことがきっかけで殺害される。
スゥ〈19〉
演 - 原菜乃華
家出少女。BABYMETALのファン。トランクルームにはグッズ類などを置いており、宿泊先を探すために「神待ち」をしようとしていたが伊吹らに阻止される。事件後は、彼女らと親の関係が悪いことを察したジュリ（清瀬）の配慮により、少女のためのサポートセンターを紹介される（モアも同様）。
モア〈19〉
演 - 長見玲亜
家出少女。BABYMETALのファン。
倉田 靖典（）〈60〉 
演 - 塚本晋也
遺体が発見されたトランクルームの隣の住人。退職金詐欺に遭ったことで妻と揉め、自宅に帰りづらくなりトランクルームで暮らす。事件後、ケンさんが飼っていたキジトラ猫の「きんぴら」を引き取り家に帰る決意をする。
飛田（）
演 - 井口理（King Gnu）
デリバリーサービス「出前太郎」の配達員。伊吹と志摩に自転車でメロンパンを配達する。途中で逃走中の大熊に自転車とユニフォームを奪われるが、「出前太郎」のネットワークを警察に提供して大熊の追跡に協力する。
管理人
演 - 瀧川英次
トランクルーム「トランクパラダイス」の管理人。遺体の第一発見者。
陣馬 八重子（）
演 - 阿南敦子
陣馬耕平の妻。
陣馬 澪（）
演 - 見上愛（最終話）（18年前：佐々木桜）
陣馬耕平の長女。
陣馬 鉄（）
演 - 伊島空（最終話） （18年前：加藤瑛斗）
陣馬耕平の長男。
紗江（）
演 - 松川星
陣馬鉄の婚約者。

### 第8話
坂本 誠（）◆
演 - 飯尾和樹（ずん）
不自然死究明研究所（通称：UDIラボ）所属の臨床検査技師。ラボ前で待機していた404号車を本物のメロンパン販売車と誤認してパンを買おうとし、対応した志摩に機捜の名刺を渡される。登場シーンでは同僚の法医解剖医・中堂系（なかどう けい、演 - 井浦新）◆とみられる人物と電話で会話する。
神倉 保夫（）◆
演 - 松重豊
UDIラボの所長。坂本が受け取った名刺で志摩とコンタクトを取り、所属解剖医の中堂が調べた過去の連続猟奇殺人事件と堀内殺害事件の差異について情報を提供する。
蒲郡 麗子（）
演 - 丸山瑠真
蒲郡滋生の妻。カトリック信徒。4機捜が発足した当日にあたる2019年（平成31年）4月5日に、自宅前で堀内にひき逃げされて死亡。歩行障害を抱えており、生前に使用していた歩行器が事件解決への手がかりのひとつとなった。
堀内 伸也（）〈41〉
演 - 大重わたる
山中で変死体で発見された男性。1978年1月29日生まれ。茨城県出身。
前科2犯。初犯時の担当刑事だった蒲郡に相談を持ちかけるが、定年退職し警察の仕事からは距離を置いていた彼に「他の警察官に相談しろ」と言われたため、逆恨みで蒲郡夫妻をひき逃げする。のちに蒲郡の報復を受け、赦しを請いながら殺害される。
峯岸 智明（）〈34〉
演 - 植木祥平
中古車販売業者。堀内とは車の売買を巡ってトラブルがあった。1985年2月8日生まれ。本編の20年前に当たる1999年当時は仙台市に住んでいた。
澤部（）
演 - 福山翔大（第9話）
暴力団辰井組構成員。羽野麦に1,000万円の懸賞金がかかっていることを成川に教える。辰井組の一斉ガサ入れの際に事務所から逃亡するも、麦が拉致されたことを知って激昂した伊吹に捕まり、彼に殴られながら成川についての情報を明かした。

### 第9話
エトリ〈49〉
演 - 水橋研二（第10話）
裏社会において大きな権力を持つ謎の男。過去に摘発された10億規模の違法カジノ経営者だが、ダミーを逮捕させて自身は逃げ切り、以後も暴力団辰井組のダンベ（スポンサー）として、ほとんど姿を現さないまま権力を握り、恐れられている。麦を気に入り自身の力を誇示していたが、警察に自身の情報を流した彼女に1,000万円の賞金を懸け、行方を追わせる。
成川を使って麦を拉致し自宅に連れ込むと、逃走を図った彼女を絞め落として井戸に投げ込み殺害しようとするが、機捜に救出された麦によって車のナンバーが割れ、逃走中に逮捕される。そして護送中に、久住の操縦するドローンによって乗っていた警察車両を爆撃され、口封じとして殺害される。
正体は5年前に死亡したとされていた殺人事件の被疑者鴻上 悟（）で、警察の追跡を逃れるために飛び降り自殺を偽装し、顔を整形していた。
久住はエトリについて「俺たちのボス猿的存在」と話していたが、実際は駒の一人としか見なしておらず、常に自分の指示に従わせ、彼の女性に対する異様な執着を「病気」と評している。
井ノ原 潔（）
演 - 永岡佑
組織犯罪対策部第四課の管理官。羽野麦に対し、エトリに関する再証言の聞き取りを担当する。辰井組の強制捜査では合同捜査会議の説明役、捜査当日は指揮車からの指示を担当する。
山崎 泰介（）
演 - ヨシダ朝
組織犯罪対策部部長。
前園（）
演 - 竹本和正
エトリの部下。

### 第10話
男性店員
演 - 小日向春平
久住が根城にしていた、池袋の若者向けコワーキングスペース「Co-W∞SPACE」の店員。久住に丸め込まれ、ドーナツEPだけでなく覚醒剤にも手を出していた。
工場長
演 - 水野智則
大田区にある、サプリメント製造工場に偽装したドーナツEP製造拠点「ビオクリア」の責任者。久住の指示を受けて証拠品を持ち去る途中、陣馬を車ではねて逃走する。

### 最終話
ケン
演 - 村本明久
屋形船の客で久住の知人。久住が逃走用にプライベートジェットを借りようとした。
おばちゃん
演 - 中條サエ子
東京湾マリーナの売店店員。伊吹と志摩に電話を貸し、着替えの服を用意した。
新隊長
演 - 小沼朝生
桔梗に替わって任官された機捜隊長。